# 六镇
六鎮，又稱北鎮，是北魏在北部边境设置的六个军镇的统称。由北魏太武帝为太子时，在泰常年间初步构建:138。

## 歷史

### 前奏
十六国时期，地方政府军镇化。當時，地方行政区划体系中，不設州郡，直接以軍事性單位治理百姓。当代研究者指，此类軍事性單位虽名称各异，但都有“以军统民、政军合一”的性质。此类軍事性單位，可归为鎮、护军、城（堡、垒、壁、坞、固、屯）三类:131。

### 創設
《魏书·卷三》所记，泰常七年（422年）十一月，时为太子的北魏太武帝“新统六军出镇塞上”。泰常八年（423年）正月，蠕蠕犯塞。二月戊辰，北魏建長城，设置相应“戍卫”:138。
皇始至延和年間，北魏太武帝於長城沿線創設六個軍事性統治防禦單位，這六個單位分別是懷朔鎮（懷朔鎮城遺址在今内蒙古固陽縣西南）、武川鎮（今内蒙古武川縣西）、撫冥鎮（今内蒙古四子王旗東南）、柔玄鎮（今内蒙古興和縣西北）、沃野鎮（今內蒙古自治區鄂爾多斯右翼旗境內）、懷荒鎮（今河北張北縣）；這些軍事性單位被賦予抵禦柔然南侵及鎮壓起義的任務，並藉以保衛首都平城。
其轄內初期居民主要為鮮卑軍户(也有匈奴與高車人)，後來，囚犯、豪強、酋帥紛紛遷入。、

### 奴役
在太武帝率兵攻擊柔然並使之勢力大減之後，各鎮將官因戰事大幅減少而開始轉向營營聚斂；他們挑選手下精壯士兵越過邊疆劫掠財物，又迫使老弱士兵進行手工藝活動或耕伐經商，並將一切所得納為官有。此外，許多士兵的衣食都被將官扣取，路上因此常見倒斃軍民。

### 叛亂
六鎮之亂起因是由在軍鎮內部沒有地位的匈奴、高車等胡族部落豪帥領導，以高車部落兵為主體，為生存反抗軍鎮壓迫的抗暴鬥爭。六鎮上層軍官由北魏中下層代人，部落酋長、漢族豪強子弟組成。他們依靠部落武裝勢力，成為六鎮統治精英，並控制大量依附人口。然而由於六鎮地區半農半牧的生業方式，使其經濟基礎十分薄弱，在北魏國家賑恤措施幾乎不起作用，依靠自身的經濟實力無法渡過難關的情況下，擔任軍鎮長官的豪強酋帥，通過佔有六鎮內部資源來彌補損失，導致北魏後期六鎮地區貪污腐敗橫行，並極大地激化了六鎮的社會矛盾，從而使得不到救助的廣大鎮民和處以被壓迫地位的胡族酋帥為了生存而暴動。
其間，北魏當局又增設御夷鎮（位於懷荒鎮東側，今河北省赤城縣西北）。
正光四年（523年），懷荒鎮民眾在最高首長于景不願發放糧食賑濟饑荒後將其殺害，並發起反抗運動。不久，沃野鎮居民破六韓拔陵聚眾奪取當地統治權。隨後，各鎮人民紛紛起事響應。

### 後續
亂事爆發之後，北魏當局廢除六鎮並將許多軍戶遷離原居地；但是，「六鎮之民」一詞被保留下來用以稱呼這些民眾。
後來，高歡及其繼承者獲得許多六鎮之民，並藉以建立東魏及北齊政權。:281

## 評論
陳寅恪認為「六鎮」後來實際上已成為北方城鎮的總稱，同時，六鎮的設立也是為了防禦南方勢力，而不僅僅是針對柔然。:268